# No Dice
No Dice es el segundo álbum de estudio de la banda de rock británica Badfinger, publicado por Apple Records el 9 de noviembre de 1970. El álbum contiene los dos temas de mayor éxito del grupo, "No Matter What" y "Without You".

## Historia
No Dice fue el segundo álbum de la banda publicado bajo el nombre de Badfinger y el primero en el que participó el guitarrista Joey Molland, en reemplazo de Ron Griffiths. El álbum, grabado a mediados de 1970 en Londres, entre los estudios Abbey Road y los Trident Studios, contó con la producción de Mal Evans, asistente de The Beatles y de Geoff Emerick, ingeniero de grabación, de álbumes como Revolver, Sgt. Pepper's Lonely Hearts Club Band, The Beatles y Abbey Road. El álbum alcanzó el puesto 28 de la lista Billboard Hot 200. 
El tema "No Matter What" fue lanzado como sencillo y alcanzó el puesto número 8 en la lista Billboard Hot 100 en los Estados Unidos. El álbum también contiene la versión original del tema "Without You", convertido posteriormente en éxito mundial en la versión de Harry Nilsson. El tema repitió el éxito masivo de la mano de Mariah Carey en 1994.

## Lista de canciones
| N.º | Título                                     | Duración |  |
| 1.  | «I Can't Take It» (Pete Ham)               | 2:57     |  |
| 2.  | «I Don't Mind» (Tom Evans/Joey Molland)    | 3:15     |  |
| 3.  | «Love Me Do» (Joey Molland)                | 3:00     |  |
| 4.  | «Midnight Caller» (Pete Ham)               | 2:50     |  |
| 5.  | «No Matter What» (Pete Ham)                | 3:01     |  |
| 6.  | «Without You» (Pete Ham/Tom Evans)         | 4:43     |  |
| 7.  | «Blodwyn» (Pete Ham)                       | 3:26     |  |
| 8.  | «Better Days» (Tom Evans/Joey Molland)     | 4:01     |  |
| 9.  | «It Had to Be» (Mike Gibbins)              | 2:29     |  |
| 10. | «Watford John» (Evans/Gibbins/Ham/Molland) | 3:23     |  |
| 11. | «Believe Me» (Tom Evans)                   | 3:01     |  |
| 12. | «We're for the Dark» (Pete Ham)            | 3:55     |  |

## Personal
- Pete Ham – Voz, guitarra y teclados
- Tom Evans – Voz, bajo
- Joey Molland – Voz y guitarra
- Mike Gibbins – Batería, coros en "It Had To Be" y voz en "Loving You"